# Kalangsuria
Kalangsuria is een bestuurslaag in het regentschap Karawang van de provincie West-Java, Indonesië. Kalangsuria telt 7922 inwoners (volkstelling 2010).